# ماثيو بايبرنس
ماثيو بايبرنس (بالفرنسية: Mathieu Peybernes) (21 أكتوبر 1990 فرنسا - ) هو لاعب كرة قدم فرنسي، يلعب كمدافع.

## روابط خارجية
- ماثيو بايبرنس على موقع الاتحاد الأوربي (الإنجليزية)
- ماثيو بايبرنس على موقع اتحاد تركيا (لاعب) (الإنجليزية)
- ماثيو بايبرنس على موقع رابطة كرة القدم الفرنسية للمحترفين (الإنجليزية)
- ماثيو بايبرنس على موقع قاعدة بيانات كرة القدم.إي يو (الإنجليزية)
- ماثيو بايبرنس على موقع Soccerway.com (الإنجليزية)
- ماثيو بايبرنس على موقع عالم كرة القدم.نت (الإنجليزية)
- ماثيو بايبرنس على موقع AS.com (الإسبانية)